# Endeavour (cratère)
Pour les articles homonymes, voir Endeavour.
Endeavour est un cratère météoritique martien de 22 km de diamètre et d'une profondeur de 300 mètres qui se situe dans la région de Meridiani Planum.
Depuis le 11 août 2011, son flanc ouest (Cape York, Cape Tribulation puis Cape Byron) est exploré par le rover américain Opportunity.

## L'exploration par Opportunity
Le rover américain Opportunity s'est posé sur Mars en janvier 2004. Étant donné que son espérance de vie n'était que de 90 sols (jours martiens), soit environ 3 mois et qu'Endeavour est situé à une vingtaine de kilomètres du site d'atterrissage, le cratère n'était pas considéré comme un objectif. Il ne l'est devenu qu'en 2008, quand, le rover ayant exploré le cratère Victoria, les ingénieurs de la NASA constatant son bon état de marche et ne repérant pas dans les environs immédiats de zone présentant un intérêt géologique évident, ont pris le pari de le diriger vers lui, alors qu'il était situé à 12 km au sud-est de là.

### La trajet vers le cratère: 2008-2011
En octobre 2008, Opportunity amorce donc son voyage vers Endeavour. En juillet 2009, en raison de l'existence d'un important  champ de dunes se trouvant sur son itinéraire, il est décidé de lui imposer un important détour par l'ouest : les ingénieurs espèrent ainsi minimiser les risques d'enlisement. Le 19 mai 2010, il est à nouveau dirigé vers Endeavour, qu'il atteint finalement le 11 août 2011, sept ans et demi après son atterrissage sur la planète. 

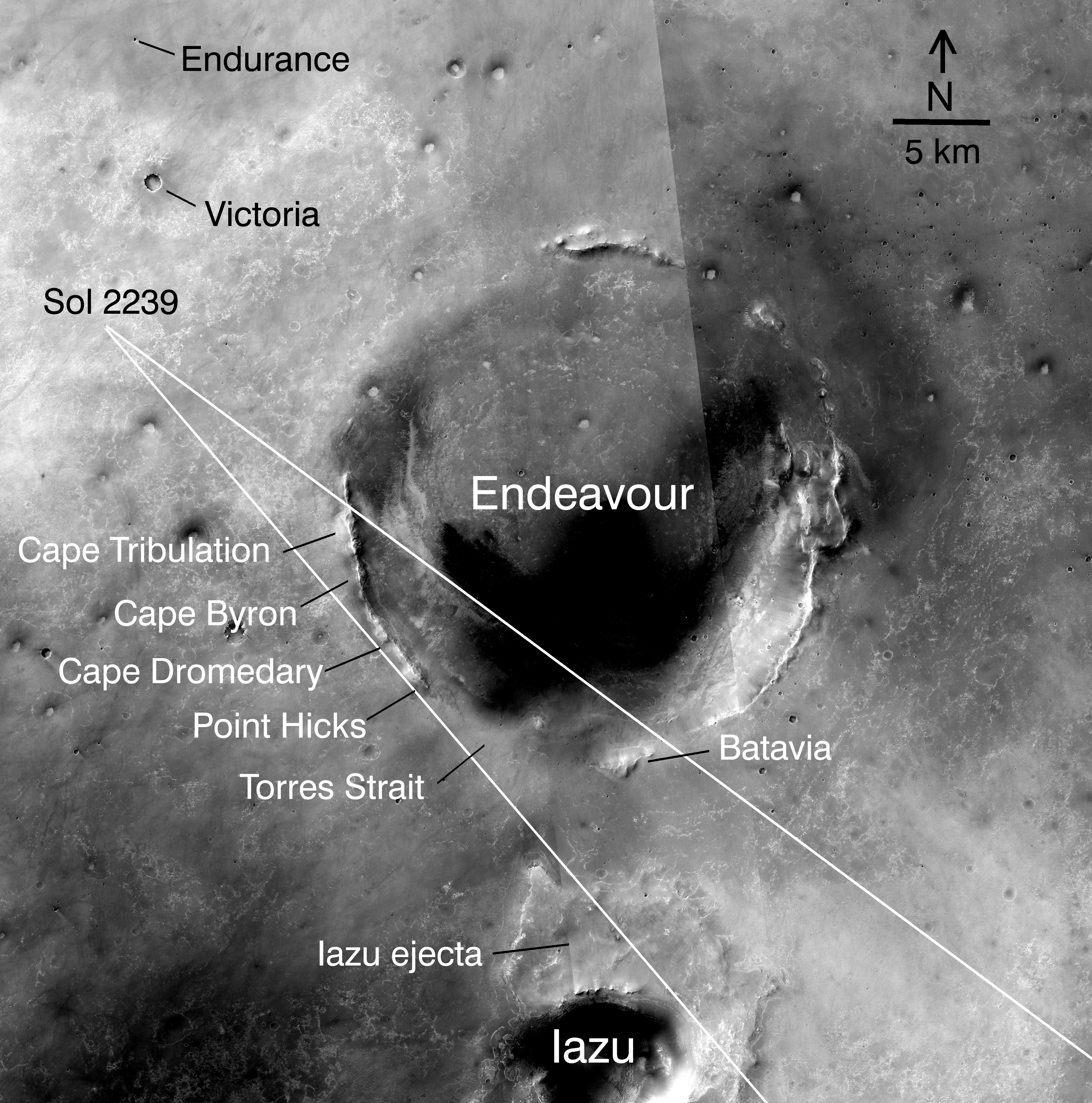
Le 12 mai 2010 (sol 2239), un an avant qu'Opportunity atteigne Endeavour, les scientifiques du JPL nomment ses principaux remparts.
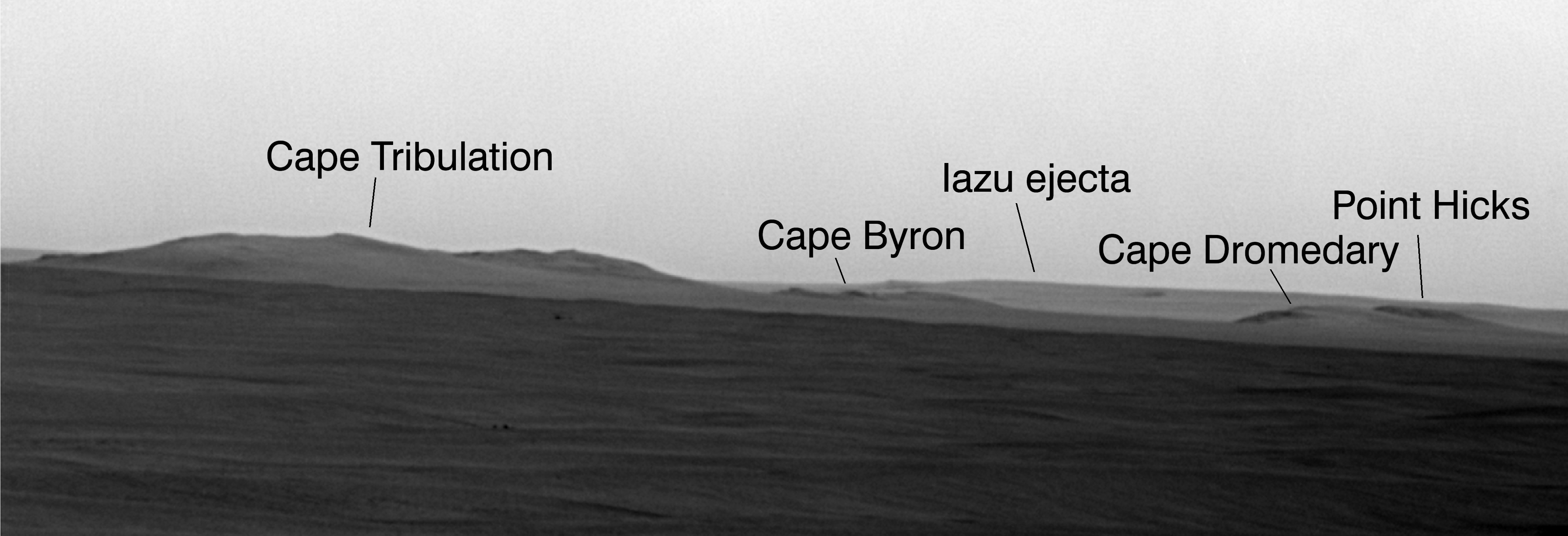
Prise le même jour, vue d'ensemble des différents "caps" bordant la partie occidentale d'Endeavour.

### Cape York: 2011-2013
Le cratère Endeavour est bordé de collines baptisées "caps", qui sont nées lors de l'impact de météorite qui l'a provoqué. La première mission confiée à Opportunity est d'explorer Cape York, une colline mesurant un kilomètre de long et dont il explore, dans un premier temps, le flanc ouest. Parvenu le 12 juillet 2012 tout au nord de la colline, il redescend vers le sud en longeant cette fois son flanc est. Le 28 août 2012, il s'engage vers Matjevic Hill, une zone située au centre de la colline et qui se révèle particulièrement riche en découvertes. Y est découvert notamment un type de sphérules jusqu'alors inconnues des géologues ainsi que des roches supposées les plus anciennes jamais découvertes sur Mars. Peu après, l'analyse d'un rocher baptisé Espérance révèle "les conditions favorables au développement de la vie".

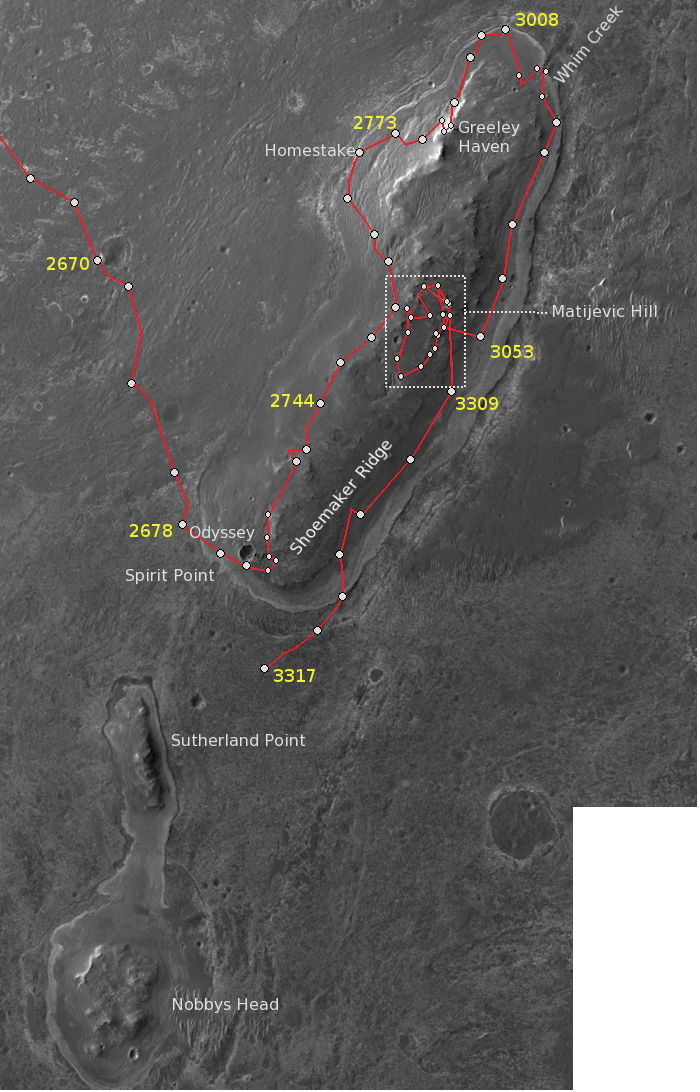
Opportunity explore Cape York du 11 août 2011 au 22 mai 2013.

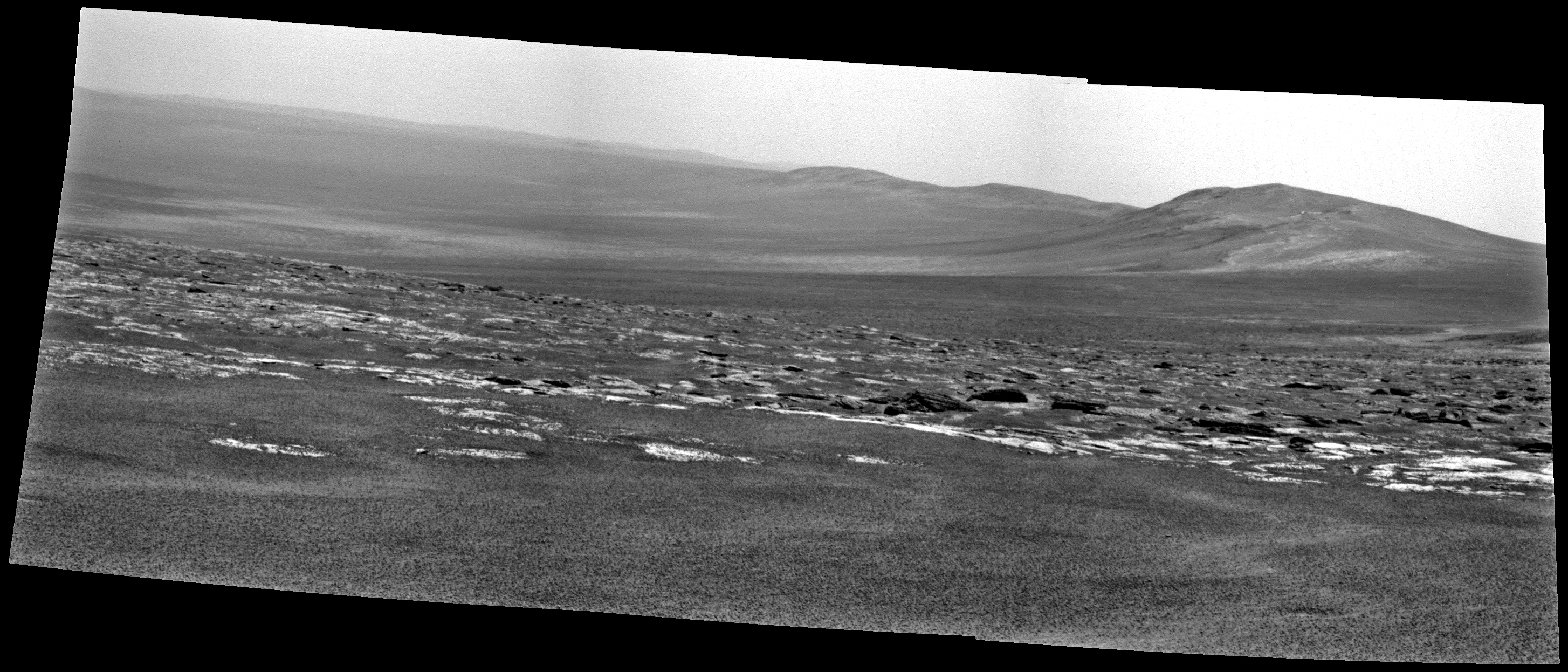
Photographiés le 4 août 2011 par Opportunity, les remparts ouest d'Endeavour, vers lesquels il se dirigera deux ans plus tard.
A l'extrême droite, Cape Tribulation, qui sera exploré de 2013 à 2017

### Cape Tribulation: 2013-2017
En mai 2013, Opportunity est dirigé vers un second objectif : Cape Tribulation, une colline, plus élevée que Cape York et située plus au sud (on l'aperçoit à droite sur la photo ci-dessus). Le 16 août, le rover atteint Solander Point, endroit situé à l'extrémité nord de Cape Tribulation, qu'il contourne par le nord. Du 27 septembre au 24 octobre, il s'engage vers les hauteurs puis poursuit sa route vers le sud.
De juillet 2015 à septembre 2016, il explore la Marathon Valley, un couloir situé au milieu de Cape Tribulation.

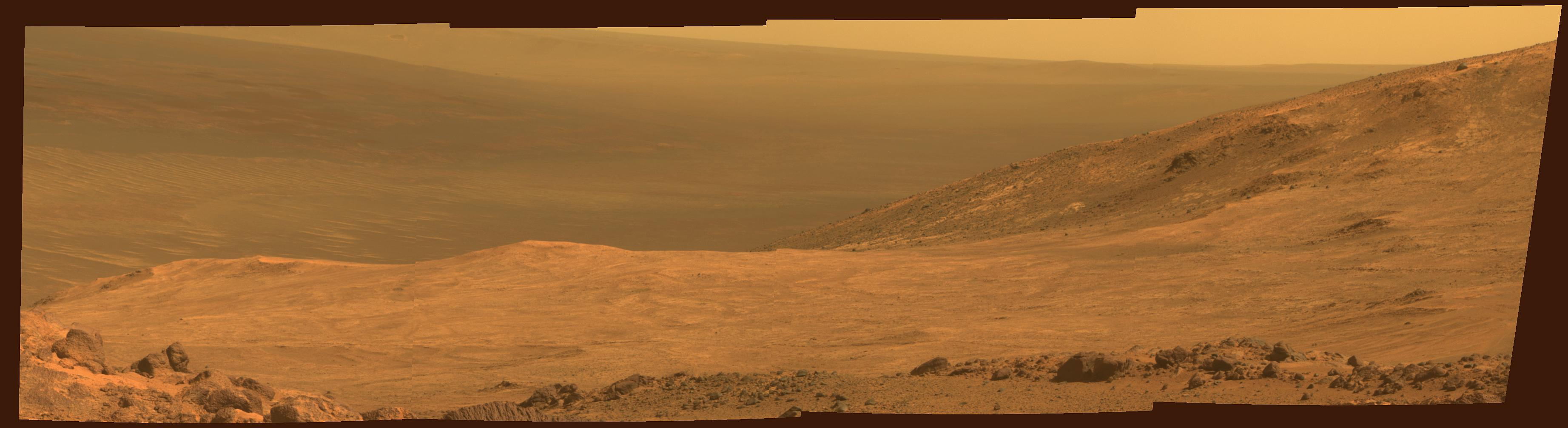
Le haut de la Marathon Valley, photographié le 13 mars 2015
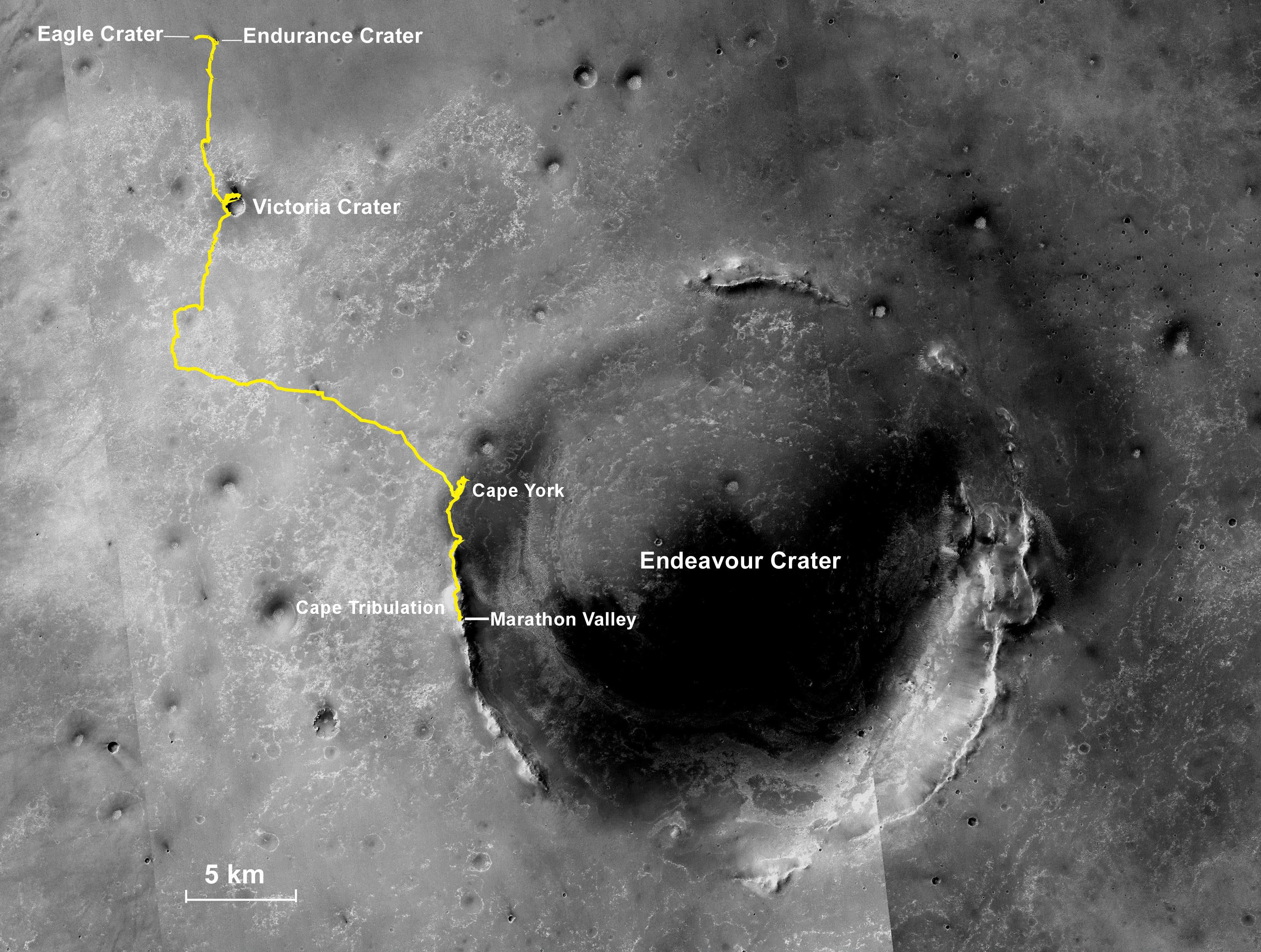
Trajet parcouru par Opportunity de janvier 2004 à mars 2015

Puis décision est prise de le diriger vers un autre massif, situé plus au sud : Cape Byron.

### Cape Byron: 2017-?
Ayant parcouru près de 45km depuis son atterrissage treize ans plus tôt, Opportunity atteint Cape Byron en avril 2017. Un mois plus tard, il arrive en haut d'une nouvelle vallée, Perseverance valley. L'équipe du JPL prévoit plusieurs semaines d'études sur ce site : d'abord au sommet puis dans la vallée elle-même. Selon les géologues, celle-ci aurait été le lieu d'un écoulement d'importantes quantités de liquide il y a environ quatre milliards d’années.